# Emerson Sheik
Emerson Sheik (Nova Iguaçu, Brasil, 6 de setembre de 1978) és un futbolista brasiler. Va disputar 1 partit amb la selecció de Qatar.